# Pedicia contermina
Pedicia (Pedicia) contermina là một loài ruồi trong họ Pediciidae. Chúng phân bố ở vùng sinh thái Nearctic.